# Charles Eliot Norton
Charles Eliot Norton (Cambridge, 16 novembre 1827 – Cambridge, 21 ottobre 1908) è stato un critico letterario, critico d'arte e insegnante statunitense.
Impegnato idealista, per tutta la vita Norton cercò di coniugare i suoi studi sull'arte con l'insegnamento e la passione civile.

## Biografia
Nato da Andrews Norton (1786-1853), professore di letteratura sacra all'Università di Harvard e teologo e da Catherine Eliot, era il cugino di Charles William Eliot che fu presidente della stessa università dal 1869 al 1909.
Laureatosi nel 1846 all'inizio si dedicò al commercio e all'importazione di beni attraverso una compagnia di Boston che lo mandò in India nel 1849. A questo viaggio fece seguire una visita artistica e archeologica per diversi paesi europei, dove seguì il magistero di John Ruskin e si appassionò ai pittori preraffaelliti. Tornato a Boston nel 1851 decise di dedicarsi alle belle lettere e all'arte.
Tradusse la Vita Nuova (nel 1860 e nel 1867) e più tardi la Divina Commedia (dal 1891 al 1892) di Dante Alighieri e lavorò per la "Loyal Publication Society", tenendo i contatti durante la guerra di secessione con i vari giornalisti che stavano dalla parte dell'Unione e promuovendo i loro articoli tra soldati e civili. Fu questo il periodo in cui conobbe Jonathan Baxter Harrison, un'amicizia che durò tutta la vita.
Dal 1864 al 1868 diresse con James Russell Lowell la "North American Review". I due aiutarono Henry Wadsworth Longfellow nella traduzione di Dante e formarono il Circolo Dante.
Nel 1862 intanto Norton aveva sposato Susan Sedgwick, proveniente anche lei da famiglia più che agiata.
Dal 1856 al 1874 viaggiò molto, soprattutto in Inghilterra, Francia e Italia, dove fu ospite con la moglie e i figli degli Spannocchi Piccolomini nella loro Villa Spannocchi, dove incontrò e divenne amico di Thomas Carlyle, John Ruskin, Edward FitzGerald, Rudyard Kipling, Chauncey Wright, Leslie Stephen e altri letterati.
Nel 1875 divenne professore di storia dell'arte a Harvard, dove rimase fino al pensionamento (1898). Fu inoltre il primo presidente dell'Archaeological Institute of America, carica che tenne per due anni.
Nel 1881 inaugurò la Dante Society. Quindi si dedicò allo studio e alla pubblicazione di lettere e diari di amici scrittori (tra cui le lettere tra Carlyle e Goethe). Uno dei suoi studenti, James Loeb, divenuto filantropo creerà nel 1925 le Charles Eliot Norton Memorial Lectures, conferenze estetiche presso cui invitare studiosi di fama internazionale per lezioni memorabili.
Nel 1883 pubblicò la corrispondenza tra Thomas Carlyle e Ralph Waldo Emerson; quindi, dal 1886 al 1888 le memorie e altre lettere del primo. Nel 1894, i discorsi di George William Curtis e le lettere dell'amico Lowell. Divenne anche esecutore testamentario delle carte di Ruskin, per i cui libri postumi scrisse diverse introduzioni. Altri suoi libri sono Notes of Travel and Study in Italy (1859) e Historical Study of Church-building in the Middle Ages: Venice, Siena, Florence (1880). Nel frattempo organizzò anche mostre di disegni di William Turner (1874) e di Ruskin (1879), compilandone i cataloghi.
Le sue operazioni culturali non avevano solo a che fare con l'arte e si interessava anche di problemi sociali, pedagogia liberale, politica culturale e persino medicina, per esempio difendendo l'eutanasia e assistendo un movimento per la dignità della morte assistita nell'Ohio e nello Iowa.
Norton morì nella casa natale e fu sepolto al Mount Auburn Cemetery. Sua è una ricca collezione di libri donata dopo la sua scomparsa all'università.